# Dinoteratura beieri
Dinoteratura beieri är en insektsart som först beskrevs av Bei-bienko 1971.  Dinoteratura beieri ingår i släktet Dinoteratura och familjen vårtbitare. Inga underarter finns listade i Catalogue of Life.